# Stand by Your Man
Stand by Your Man – piosenka z 1968 roku, napisana przez Tammy Wynette i Billy’ego Sherrilla, którą nagrała Wynette. Utwór wydany został w tym samym roku na singlu.
Jest to największy przebój tej piosenkarki i jeden z najczęściej wykonywanych coverów muzyki country.
Pod koniec roku 1968 utwór dotarł do 1. miejsca listy przebojów muzyki country w USA, potem na pozycję 19. listy Billboard Hot 100, a po wydaniu w 1975 roku w Wielkiej Brytanii, także tam piosenka znalazła się na 1. miejscu tamtejszej listy.